# 瘟鬼
瘟鬼是中国传说鬼神或妖怪。会引起瘟疫、天花等症状来折磨人类。因为会给人们带来瘟疫和传染病。所以每个季节都有祈祷让病害不再扩大的活动等，此习俗就在民间流传。

## 出处
汉蔡邕《独断》卷上：“帝颛顼有三子，生而亡去为鬼，其一者居江水，是为瘟鬼。”

## 脚注
1. ↑  澤田瑞穂 『修訂 地獄変』 平河出版社 1991年 126-127頁
2. ↑  川野明正 『神像呪符「甲馬子」集成 中国雲南省漢族・白族民間信仰誌』 東方出版 2005年 104-105頁 ISBN 4-88591-907-X

## 関連項目
- 疫鬼
- 瘧鬼
  - 五瘟使者（日语：五瘟使者）